# Rắn lục Trùng Khánh
Rắn lục Trùng Khánh (danh pháp khoa học: Protobothrops trungkhanhensis) là một loài rắn đặc hữu của Trùng Khánh, Cao Bằng, Việt Nam. Rắn lục Trùng Khánh dài khoảng 70 cm, khá nhỏ so với những loài thuộc chi Protobothrops.

## Mô tả
Rắn lục Trùng Khánh có các đặc điểm: màu sắc mặt lưng, đầu của con đực và con cái tương tự như nhau có màu nâu xám nhạt. Chúng sống ở độ cao khoảng từ 500 - 700 mét trong các khu rừng thường xanh và rừng mưa núi đá vôi nhiệt đới.